# ۱۲ دسامبر
۱۲ دسامبر در تقویم گرگوری، سیصد و چهل و ششمین (در سال‌های کبیسه سیصد و چهل و هفتمین) روز سال است. ۱۹ روز تا پایان سال باقی است.

## زادروزها
- ۱۸۲۱ - گوستاو فلوبر، نویسنده فرانسوی و خالق رمان مادام بوآری
- ‍‍‍‍۱۸۶۳ - ادوارد مونک، نقاش نروژی
- ۱۹۰۳ - یاسوجیرو ازو، کارگردان ژاپنی
- ۱۹۱۵ - فرانک سیناترا، خواننده و بازیگر آمریکایی
- ۱۹۷۰ - جنیفر کانلی، بازیگر آمریکایی
- ۱۹۴۲ - راجش خانا بازیگر هندی

## درگذشت‌ها
- ۲۰۱۷ - اد لی، سیاست‌مدار آمریکایی